# أشلي هوتون
أشلي هوتون (بالإنجليزية: Ashley Hutton)‏ هي لاعبة كرة قدم بريطانية، ولدت في 2 نوفمبر 1987.

## وصلات خارجية
- أشلي هوتون على موقع الاتحاد الأوربي (الإنجليزية)
- أشلي هوتون على موقع قاعدة بيانات كرة القدم.إي يو (الإنجليزية)
- أشلي هوتون على موقع Soccerway.com (الإنجليزية)
- أشلي هوتون على موقع عالم كرة القدم.نت (الإنجليزية)